# جون دبليو. مارتن
جون دبليو. مارتن (بالإنجليزية: John W. Martin)‏ هو محامي وسياسي أمريكي، ولد في 21 يونيو 1884 في فلوريدا في الولايات المتحدة، وتوفي في 22 فبراير 1958 في جاكسونفيل في الولايات المتحدة. حزبياً، نشط في الحزب الديمقراطي. وقد انتخب حاكم ولاية فلوريدا ‏ (6 يناير 1925 – 8 يناير 1929) وانتخب عمدة جاكسونفيل.

## روابط خارجية
- جون دبليو. مارتن على موقع إن إن دي بي (الإنجليزية)